# Otto Dix
Otto Dix — российская дарквейв-группа. Сформировалась в Хабаровске, позже переехала в Санкт-Петербург. Своим названием обязана немецкому художнику-экспрессионисту Отто Диксу. 

## Стиль группы и тематика песен
В тематике песен значительное место занимает постапокалиптика («Атомная зима», «Город», «Зона теней») и механические машины (роботы) будущего («Те, кто будут после», «Машина»), но нередко затрагиваются иные, философские («Старик», «Крысолов», «Болезнь», «F-63.9», «Милые кости», «Чудные дни»,), моральные («Немой крик», «Сон разума») и религиозные («Огонь небесный», «Железный прут», «Возраст Христа», «Ave», «Фетишизм»,"благо") темы.
Тексты песен содержат ряд цитат и аллюзий из Библии и православной святоотеческой литературы. В песне «Вечность» строчка «От плода своих уст вкушаю добро» — почти точная цитата из Прит. 13:2. «Ты можешь стучаться, но я не открою» — аллюзия на Откр. 3:20, причем предыдущие строчки содержат намёк на Мефистофеля, который явился Фаусту в виде чёрного пуделя. В песне «Икар» начало «Под твоим языком молоко и мёд» — почти точная цитата из Песн. 4:11. В песне «Не убоюсь» есть слова «Если и пойду долиной смертной тени, не убоюсь» (Пс. 22:4). В песне «Сердце мудрых»: «Сердце мудрых — в доме плача, а сердце глупых — в доме веселья» (Еккл. 7:4). В песне «Немой крик» речитатив «Для чего сеять там, где сама нива силится погубить плод…» и далее — обширная цитата из труда св. Иоанна Златоуста «Беседы на Послание к Римлянам» (беседа 24). Слова «Кто как Бог?» являются переводом имени «Михаил» — по преданию, слова «Кто как Бог? Никто как Бог!» были сказаны Архангелом Михаилом, когда он сверг с небес взбунтовавшегося Люцифера. Слова «Жизнь и смерть во власти языка» — почти точная цитата из Прит. 18:21. Название песни и альбома «Левиафан» дано по имени чудовища, неоднократно упоминаемого в Библии (Иов. 3:8, Иов. 40:20, Пс. 73:14, Пс. 103:26, Ис. 27:1, 3Езд. 6:49, 3Езд. 6:52).
В целом, текстам свойственно эклектическое смешение различных религиозных и философских традиций. Библейский Левиафан из одноимённой песни, «слезам его тринадцать миллиардов лет», то есть возраст вселенной с точки зрения современной естественнонаучной космологической теории, однако он же «извечный, неизменный океан», то есть отождествляется с распространёнными языческими представлениями о первоначальном хаосе (например, древнеегипетское предвечное начало Нун). В песне «Декомпрессия» «Как Иону меня пожрал Хронос» — согласно ветхозаветной книге Ионы, Иону проглатывает кит. (Иона 2:1) Хронос — древнегреческий бог, олицетворяющий время, пожирающий своих детей. Песня заканчивается большой цитатой из книги Ионы: «Ты вверг меня в глубину, в сердце моря, и потоки окружили меня, все воды Твои и волны Твои проходили надо мною.» (Иона 2:4). Причём начинается песня видоизмененной цитатой из Ницше: «Если долго всматриваться в бездну, бездна начинает всматриваться в тебя».
Тиамат (в одноимённой песне) — шумерско-вавилонская богиня, женское олицетворение первобытного океана-хаоса солёных вод, из которого родилось всё.
В песне «Падение» пространная цитата-речитатив: «Если сияние тысячи солнц одновременно…» и далее — принадлежит «Бхагавад-гита» — одному из базовых текстов древнеиндийской религиозно-философской мысли. «Бхагавад-гита» переводится с санскрита как «Песнь Бога», слова принадлежат Кришне, объявляющему себя Всевышним, однако судя по названию «Падение», содержанию текста и первым строчкам «я второй после Бога», автор здесь отождествляет его с библейским Люцифером.
В песне «Победителей не судят»: «Вы сами продали свою любовь // За тридцать серебряных монет» — намёк на предательство Иуды Искариота, который предал Христа за тридцать сребреников (Мф.26:15).
Песня «F63.9» — код психического заболевания по МКБ-10 F63.9 «Расстройство привычек и влечений неуточненное».
В песне «Милые кости» слова «А судьи кто?» — цитата из комедии А. С. Грибоедова «Горе от ума» д. 2, явл. 5, слова Чацкого.
Кроме того, в некоторых песнях отражены BDSM-тематика («Любимый немец», «Раздетые», «Раб», «Зверь»), исторические события («1453») и темы, вдохновленные творчеством других деятелей искусства («Экспрессионизм» — Отто Дикса, «Вечность» и «Сказочник» — Ханса Андерсена, «Милые Кости» — Элис Сиболд). Песня «Фиксация снов» содержит творческое заимствование образа «фонари глазами зверей» из стихотворения Н. Гумилёва «Сон», причём в названии песни можно также усмотреть перекличку со стихотворением Гумилёва.
В музыке используются резкие, надрывные мелодии, исполненные в минорных тонах. Некоторые мелодии в отдельных медленных песнях приближают музыкальный ряд к Dark Ambient. В то же время, в отдельных песнях («Птицы», «Война», «Бог мёртв», «Железный прут», «Глина») можно услышать тяжёлые риффы, характерные для индастриал-метала, а некоторые песни альбома Анимус («Падение», «Алтарь», «Глина» и, собственно, «Анимус») выполнены в этом жанре. Сборник «XV» (2019) содержит новые версии заглавных песен с альбомов предыдущих лет, выполненные в «утяжелённом» звучании. На концертах в каждой песне разыгрывается миниатюрный моноспектакль, создаётся оригинальный образ, устойчиво ассоциируемый у поклонников с мелодией и текстом.
Сами же участники группы называют свой стиль «Электронный авангард».

## История группы
Группа существует с ноября 2004 года. Otto Dix играют в стиле электронный авангард. В настоящее время весьма широко известны в России и странах СНГ. Вокалист Михаэль Драу обладает очень редким голосом — контратенором.
Группа была образована в 2004 году. Основателями Otto Dix стали Михаил Рувимович Сергеев и Сергей Сергеевич Слободчиков. Первый официальный концерт состоялся в родном городе музыкантов Хабаровске, в его программу вошло всего две песни — «Белый Пепел» и «Покаяние».
В период поиска оригинального звучания и «притирания» коллектив пытался быть трио, но впоследствии гитарист ушёл. С зимы 2004 года Otto Dix работали вместе с молодёжным театром «Парадигма времен». Вплоть до выхода альбома «Атомная зима» в 2007 году Otto Dix оставался дуэтом.
Вышедший в июле 2005 года демо-альбом «Эго» включает только 12 треков и видеоклип на заглавную песню, а также сборную фотосессию и три статьи из местных газет о группе и о её участниках, позже переизданный на Dizzaster Records.
В июне 2006 года участники группы переехали в Санкт-Петербург на постоянное место жительства.
В январе 2007 года московский лейбл Gravitator Records выпускает официальный дебютный альбом Otto Dix «Город». В мае 2007-го при участии концертного агентства SYN Promotion дуэт дает небольшой тур по России и Беларуси, после чего начинает сотрудничество с концертным агентством SYN Promotion (Dark Media Group). В мае 2007 Otto Dix даёт тур в поддержку «Города», ставший самым масштабным туром группы подобного жанра за всю историю российской готик-сцены.
В октябре 2007 года вышел третий альбом — «Атомная зима».
В конце 2007 года вышел первый DVD диск группы — «Усталость металла», на котором были представлены интервью с группой, клип «Усталость металла» и запись живого концерта группы.
В 2008 году к группе присоединился скрипач, композитор, аранжировщик Пётр Воронов. Петр закончил Петербургскую Консерваторию, он принял участие в туре в поддержку альбома «Атомная зима».
В это же время вышло новое, двухдисковое издание «Атомной зимы», на котором были представлены ремиксы на самые известные хиты группы, выполненное различными отечественными диджеями и западными исполнителями, такими как C File и Two Witches.
В начале 2009 года на Gravitator Records вышел четвёртый альбом «Зона Теней» (скрипач Пётр Воронов принимает участие в его записи), группа отправляется в масштабный всероссийский концертный тур, который продлился почти 5 месяцев и охватил более 30 городов России.
30 мая 2009 года Otto Dix выступили на крупнейшем ежегодном европейском готическом фестивале Wave-Gotik-Treffen в городе Лейпциг (Германия).
С 2010 года группа, также издается и для западного рынка (альбомы 'Starost', 'Wonderful Days'), давая гастроли и выступления на фестивалях (Wave Gotik Treffen, Castle Party) в их поддержку по странам Европы.
Весна 2010 год — состоялся тур, посвящённый пятилетию группы.
29 июля 2010 года на официальном форуме группы появились фотографии со съемок нового клипа на песню «Зверь»; по состоянию на начало августа съёмки клипа были завершены. Также названы приблизительные сроки выхода новых альбома и клипа — ноябрь 2010 года.
13 декабря 2010 года вышел пятый студийный альбом группы — «Чудные дни», выпущенный лейблом Gravitator Records.
В 2012-м к Otto Dix присоединился ударник Paul Kristofferson.
20 апреля 2012 года вышел первый сингл в истории группы — «Утопия».
7 сентября 2012 года вышел шестой студийный альбом «Mortem».
В 2013 году Michael Draw основал пластический театр «Паноптикум», а Marie Slip открыл частные курсы, ориентированные на создание и продвижение музыки.
17 ноября 2013 года вышел клип на песню «Анима» из готовящегося к выходу одноимённого альбома.
8 марта 2014 года вышел седьмой студийный альбом «Анима».
18 октября 2015 года вышла электронная версия студийного альбома «Анимус».
14 октября 2017 года вышла электронная версия студийного альбома «Левиафан».
25 сентября 2018 года вышел второй сингл группы «Октагон».
В 2019 году Мари Слип выходит из состава группы, объявляя, что больше не будет участвовать в концертной деятельности коллектива. Однако в 2020 году уже становится известно, что Слип окончательно покинул группу и написанием музыки теперь занимается Майкл Интерио.
24 июня 2022 года группа Otto Dix завершила сотрудничество с Майклом Интерио.

## Участники группы

### Текущий состав
- Михаэль Драу — вокал, тексты, дизайн, сценическое шоу, аранжировки
- Олег Цымбалов — виолончель, сценическое шоу
- Антон Фадеев — барабаны

### Бывшие участники
- Мари Слип — клавишные, аранжировки, композиторство и продюсирование группы
- Петр Воронов — скрипач, аранжировщик
- Игорь «Sydius» — гитара
- Paul Kristofferson — барабаны
- Майкл Интерио — гитары, аранжировки, музыка
- Алекс Simpson — барабаны

## Дискография

### Эго (2005)
Дебютный альбом.
1. Белый пепел
2. Эго
3. Красота
4. Любимый немец
5. Раб
6. Пандемониум
7. Фетишизм
8. Ветер (Технология кавер)
9. Покаяние
10. Покаяние (ремикс)

### Город (2007)
1. Антихрист
2. Город
3. Бог мёртв
4. Галатея
5. Земля
6. Птицы
7. Белый пепел
8. Пыль
9. Семантика
10. Расщеплённый Разум
11. Старость

### Атомная зима (2007)
1. Болезнь
2. Атомная зима
3. Виртуальная любовь
4. Вальс
5. Сон разума
6. Жертвы искусства
7. Отражение
8. Усталость металла
9. Чёрно-белое
10. Гленофобия

### Эго (Переиздание) (2007)
1. Гот
2. Эго
3. Красота
4. Любимый Немец
5. Раб
6. Каменный Ангел
7. Фетишизм
8. Покаяние
9. Эти пути (Marie Slip)
10. Пленники режима (Marie Slip)

### Starost (2008)
1. White Dust - Белый Пепел
2. City - Город
3. Ego - Эго
4. Fatigue Of Metal - Усталость Металла
5. Galatea - Галатея
6. Split Mind - Расщепленный Разум
7. Virtual Love - Виртуальная Любовь
8. Antichrist - Антихрист
9. Semantics - Семантика
10. Ancient - Старость
11. Motherland - Земля
12. Birds - Птицы
13. Ego (Eisenfunk Remix)

### Атомная Зима [remixes] (2008)
1. Болезнь
2. Атомная Зима
3. Виртуальная Любовь
4. Вальс
5. Сон Разума
6. Жертвы Искусства
7. Отражение
8. Усталость Металла
9. Чёрно-белое
10. Гленофобия

Ремиксы:
1. Эго [remix by C_File]
2. Расщепленный Разум [remix by Mantrio]
3. Покаяние [dance remix by M.Slip]
4. Белый Пепел [remix by M.Slip]
5. Расщепленный Разум [remix by DJ Штрихкод]
6. Эго [remix by M.Slip]
7. Антихрист [remix by M.Slip]
8. Покаяние [dark remix by M.Slip]
9. Расщепленный Разум [EBM remix by Nexus VI]
10. Антихрист [club remix by MaxFrei]
11. Расщепленный Разум [Gas Chamber Mix by OSWENZIM]
12. Эго [remix by Marco from Two Witches]
13. Расщепленный Разум [remix by MFH]

### Зона теней (2009)
1. Intro
2. Зона теней
3. Сказка странствий
4. Грех уныния
5. Надо улыбаться
6. Война
7. Немой крик
8. Мечта о весне
9. Орфей
10. Старик
11. Фиксация снов

### Чудные дни (2010)
1. Те, кто будут после
2. Чудные дни
3. Машина
4. Скорость
5. Железный прут
6. Мужчина, который не пишет прозу
7. Стеклянные цветы
8. Маленький Принц
9. Икар
10. Зверь
11. Раздетые
12. Индиго
13. А.О.У.М.

### Эго (Переиздание № 2) (2011)
1. Белый пепел
2. Эго
3. Красота
4. Любимый немец
5. Раб
6. Пандемониум
7. Фетишизм
8. Ветер
9. Покаяние
10. Покаяние (remix)
11. Покаяние (dark)
12. Пандемониум (mix)
13. Гот
14. Каменный Ангел
15. Пленники Режима (Marie Slip)
16. Эти Пути (Marie Slip)

### Unreleased 2007—2011 (2011)
1. Marie Slip - Bonus
  1. Resurgams
  2. Боль
  3. Воскресну
2. Marie Slip - Астральный Сон
  1. Intro
  2. Астральный сон
  3. Боль вселенной
  4. Два года в аду cosmic version
  5. Империя зла
  6. Меланхолия
  7. Раздражённое Солнце
  8. Снова димедрол
  9. Соискатель
  10. Outro
3. Marie Slip - Метафизическая реальность
  1. Метафизическая Реальность - Часть 1
  2. Метафизическая Реальность - Часть 2
  3. Метафизическая Реальность - Часть 3
  4. Метафизическая Реальность - Часть 4
  5. Метафизическая Реальность - Часть 5
  6. Метафизическая Реальность - Часть 6
  7. Метафизическая Реальность - Часть 7
  8. Метафизическая Реальность - Часть 8
  9. Метафизическая Реальность - Часть 9
4. Marie Slip - Тиль
  1. Тиль №1
  2. Тиль №2
  3. Тиль №3
  4. Тиль №4
  5. Тиль №5
  6. Тиль №6
  7. Тиль №7
  8. Тиль №8
  9. Тиль №9
  10. Тиль №10
  11. Тиль №11
5. Marie Slip - Черномирье
  1. Имя тебечеловек (Intro)
  2. В заоблачных снах
  3. Готика
  4. Дождь
  5. Мальчик с далекой звезды
  6. Млечный путь
  7. Память
  8. Похороны меланхолии
  9. Прости, прощай!
  10. Сатурн и луна
  11. Я всегда с тобой
  12. Тень безмолвия (Outro)
6. Test
  1. Тест №10
7. Various 2006-2011
  1. Тест №1
  2. Тест №2
  3. Тест №3
  4. Тест №4
  5. Тест №5
8. Эго
  1. Тест №4 (Эго)
  2. Тест №5 (Эго)

### Web EP (2011)
1. Скорость (Elg Remix)
2. Глория I
3. Глория IV
4. Глория VII
5. Глория IX

### Утопия (сингл) (2012)
1. Утопия (Original Demo Version)
2. Утопия (babyMax Krieg und Frieden Remix)
3. Утопия (DJ Shamaniac Remix)

### Mortem (2012)
1. Аве
2. Мортем
3. В горе и радости
4. 1453
5. Карфаген
6. Кровь моя
7. Кто как Бог
8. Огонь небесный
9. Страна туманов
10. Я хочу
11. Гуттаперчевый мальчик
12. Прошлое
13. Последняя Пангея

### Remixes 2004—2012 (2012)
1. Эго (Marko "Gravehill" Hautamaki/Two Witches Remix)
2. Эго (C_File Remix)
3. Эго (Attrition Remix)
4. Эго (Eisenfunk Remix)
5. Любимый Немец (Nahtaivel Remix)
6. Пыль (Vincent Pujol/Electro Synthetic Rebellion Remix)
7. Вальс (Dreamveil Remix)
8. Мечта О Весне ([de:ad:cibel] Highland Mix)
9. Скорость (David Elg Remix)
10. A.O.U.M. (Cryo Remix)
11. Утопия (Birdmachine Remix)
12. Утопия (Babymax Kried Und Frieden Remix)
13. Утопия (DJ Shamaniac Remix)

### Анима (2014)
1. Аквариус
2. Анима
3. Шакти
4. Крысолов
5. Кокон
6. Эдельвейс
7. Старые Часы
8. Возраст Христа
9. Не Убоюсь

### X (2014)
1. Clay
2. Beloved German (Kapitan Nenavidit More Remix)
3. Antichrist (Unpluged)
4. Glenofobia (Unplugged)
5. Dream Of Spring (Unplugged)
6. Beloved German (Omnimar Remix)

### Анимус (2015)
1. Глина
2. Анимус
3. Алтарь
4. Падение
5. Победителей не судят
6. F-63.9
7. Уроды
8. Милые кости
9. Вечность
10. Сказочник (feat DreamVeil)
11. Экспрессионизм
12. Дай мне воды

### Левиафан (2017)
1. Дейтерий
2. Левиафан
3. Декомпрессия
4. Ангел на скале
5. Море не переполняется
6. Неокортекс
7. Тёмные волны
8. Тиамат
9. Сердце мудрых
10. Остановись
11. Дождь над океаном

### Cold Song (сингл) (2017)
1. Cold Song
2. Cold Song (Substaat Remix)
3. Cold Song (Fyodor Arkhangelsky Remix)
4. Cold Song (Metal Version)

### Октагон (сингл) (2018)
1. Октагон'2018
2. Октагон (Nattramnar Skald Remix)
3. Октагон (Angelus Mysteria Remix)
4. Октагон (Noire Antidote Remix)
5. Октагон (Fedor Arkhangelsky Remix)

### XV (2019)
1. Эго'2019
2. Город'2019
3. Атомная Зима'2019
4. Зона Теней'2019
5. Чудные Дни'2019
6. Mortem'2019
7. Анима'2019
8. Анимус'2019
9. Левиафан'2019
10. Пена дней

### Автократор (2020)
1. Электронный авангард
2. Автократор
3. Антибиотик
4. Полночь
5. Эксперимент
6. Пена дней
7. Эффект бабочки
8. Всё, что останется
9. В скафандре
10. Заброшенный сад

### Vantablack (2023)
1. Аутодафе
2. Vantablack
3. Судия
4. Нефть
5. Пластик
6. Бойся своих желаний
7. Стикс
8. Дама в чёрном
9. Глазами бабочек
10. Час быка

### Сайд-проекты

#### Vigilia

##### All Prophets Lie (Все пророки лгут) (2013)
1. Покаяние Каина
2. Муки Лазаря
3. На сон грядущим
4. Избави
5. Пилатов суд
6. Агасфер

### Коллаборации

#### Совместно соSTONEMAN

##### Лолита (2016)
1. Лолита